# Laspeyria rectilinealis
Laspeyria rectilinealis là một loài bướm đêm trong họ Erebidae.